# 羽咋郡
- 令制国一覧 > 北陸道 > 能登国 > 羽咋郡
- 日本 > 中部地方 > 石川県 > 羽咋郡

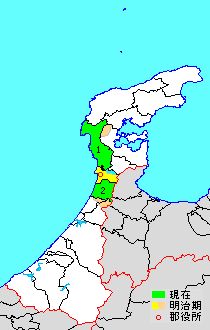
石川県羽咋郡の範囲（1.志賀町 2.宝達志水町 水色：後に他郡から編入した区域 薄黄：後に他郡に編入された区域）

羽咋郡（はくいぐん）は、石川県（能登国）の郡。
人口27,640人、面積358.27km²、人口密度77.1人/km²。（2025年3月1日、推計人口）
以下の2町を含む。
- 志賀町（しかまち）
- 宝達志水町（ほうだつしみずちょう）

## 郡域
1878年（明治11年）に行政区画として発足した当時の郡域は、上記2町のほか、下記の区域にあたる。
- 羽咋市の大部分（大町・四柳町・酒井町・金丸出町・下曽弥町・鹿島路町・西潟町を除く）
- 七尾市の一部（中島町大平・中島町古江・中島町上畠・中島町河内・中島町鳥越・中島町北免田・中島町西谷内・中島町町屋・中島町藤瀬）
- かほく市の一部（箕打・元女・黒川・瀬戸町・八野・野寺・夏栗・二ツ屋・中沼と学園台の一部）
- 河北郡津幡町の一部（牛首・瓜生・上河合・下河合・上大田）

## 歴史
元は越前国の一郡であったが、養老2年5月2日（718年6月4日）に能登郡（現・鹿島郡）・鳳至郡・珠洲郡とともに分立して能登国となった。天平13年12月10日（742年1月20日）から天平宝字元年（757年）までは越中国に属した。
当初は羽喰郡とも呼ばれていたが、寛文11年5月4日（1671年6月10日）に現在の羽咋郡に改名された。

### 近世以降の沿革
- 「旧高旧領取調帳データベース」に記載されている明治初年時点での支配は以下の通り[注釈 1]。幕府領は加賀藩預地。旗本領は土方氏領。《　》は同データベースでは左記の村に含まれていると見られる。（233村）[注釈 2]

| 知行         | 知行           | 村数  | 村名 |
| ------------ | -------------- | ----- | --- |
| 幕府領       | 幕府領         | 13村  | 鵜野屋村、灯村、入釜村、地保村、切留村、尊保村、阿川村、楚和村、豊後名村、福水村、神子原村、敷浪村、松木村 |
| 幕府領       | 幕府領・旗本領 | 1村   | 四町村 |
| 藩領         | 加賀藩         | 217村 | 石坂村、荻谷村、散田村、海老坂村、敷波村、下石村、所司原村、新宮村、当ノ熊村、向瀬村、走入村、見砂村、菅原村、吉野屋村、聖川村、荻島村、荻市村、柳瀬村、《柳瀬出村》、子浦村、大笹村、小浦村、直海村、栗山村、吉田村（現・志賀町）、清水今江村、館開村、火打谷村、代田村、矢蔵谷村、谷屋村、百浦村、大津村、赤住村、《松戸村、江野村》、小室村（現・志賀町小室）、徳田村、印内村、米町村、矢田村、梨谷小山村、神代村、堀松村、柳田村、一ノ宮村、一ノ宮寺家村、土橋村、粟原村、立開村、粟生村、新保村、石野町村、二口村、深江村、円井村、兵庫村、滝村、羽咋村、吉崎村、塵浜村、西谷内村、今田村、藤瀬村、田中村、《江添村》、免田村（現・七尾市）、《上畠村》、生神村、大平村、鳥越村、《古江村》、風無村、福浦村、草木村、《日下田村》、荒屋村、中山村、八幡村、《飯室村、八幡座主村》、里本江村、牛下村、田原村、《長田村》、釈迦堂村、谷神村、三明村、《中畠村》、町居村、深谷村、栢木村、《大鳥居村》、和田村、大西村、《広地村》、笹波村、小室村（現・志賀町東小室）、高田村、千浦村、給分村、《相坂村、中泉村》、稲敷村、《草江村》、河内村、貝田村、七海村、《領家七海村》、大福寺村、相神村、町屋村、酒見村、風戸村、赤崎村、中浜村、鹿頭村、《小窪村》、地頭町村、領家町村、日用村、杉野屋村、千代町村、垣内田村、《上江村》、千田村、尾長村、志々見村、本江村、飯山村、《薮野村》、千石村、清水原村、菅池村、中川村、柴垣村、《滝谷村》、雨田村、犱谷村、福野村、大島村、長沢村、大念寺村、《大念寺新村》、川尻村、上野村、末吉村、倉垣村、矢駄村、《西山村》、大坂村、穴口村、《米浜村》、館村、福井村、宿村、今浜村、《今浜新村》、二ツ屋村、平床村、夏栗村、吉田村（現・宝達志水町）、小川村、麦生村、大海川尻村、冬野村、北川尻村、米出村、森本村、門前村、河原村、中沼村、竹生野村、免田村（現・宝達志水町）、瀬戸町村、沢川村、牛首村、瓜生村、上河合村、下河合村、箕打村、黒川村、八野村、野寺村、東間村、紺屋町村、正友村、《東野村》、坪山村、御館村、《中野村、三日町村》、山崎村、《宝達村》、上田村、上田出村、元女村、大田村、上棚村、中山村、二所宮村、町村、針山村、原村、千路村、安津見村、《安津見村》、仏木村、安部屋村、三ツ屋村、上白瀬村、堀替新村、菱分村、市野谷村、前浜村 |
| 幕府領・藩領 | 幕府領・加賀藩 | 1村   | 白瀬村 |
| 幕府領・藩領 | 旗本領・加賀藩 | 1村   | 太田村 |

- 明治2年6月17日（1869年7月25日） - 版籍奉還により加賀藩（通称）の正式名称が金沢藩となる。
- 明治3年5月22日（1870年6月20日） - 幕府領・旗本領が高山県の管轄となる[2]。
- 明治4年
  - 7月14日（1871年8月29日） - 廃藩置県により、藩領が金沢県の管轄となる。
  - 11月20日（1871年12月31日） - 第1次府県統合により、全域が七尾県の管轄となる。
- 明治5年9月27日（1872年10月29日） - 石川県の管轄となる。
- 明治初年 - 吉田村（現・宝達志水町）が南吉田村に、小室村（現・志賀町東小室）が東小室村にそれぞれ改称。
- 明治8年（1875年）（233村）
  - 太田村のうち旗本領が分立して東太田村となる。
  - 当ノ熊村が新宮村に合併。
- 明治9年から17年の間に中山村が改称して上中山村となる。
- 明治11年（1878年）
  - 12月17日 - 郡区町村編制法の石川県での施行により、行政区画としての羽咋郡が発足。郡役所を羽咋村に設置。
  - 太田村が西太田村に、吉田村（現・志賀町）が北吉田村にそれぞれ改称。
- 明治16年（1883年） - 免田村（現・七尾市）が改称して北免田村となる。
- 明治20年（1887年） - 羽咋村が羽咋町に、大念寺新村が高浜町にそれぞれ改称。（2町231村）

### 町村制以降の沿革
- 明治22年（1889年）4月1日 - 町村制の施行により、以下の町村が発足。（2町38村）

- 羽咋町（単独町制。現・羽咋市）
- 高浜町 ← 高浜町、大念寺村（現・志賀町）
- 南大海村 ← 箕打村、元女村、黒川村、瀬戸町村、八野村、野寺村、夏栗村、二ツ屋村、中沼村（現・かほく市）
- 北大海村 ← 森本村、免田村、大海川尻村、坪山村、北川尻村、冬野村、正友村、東間村、紺屋町村、東野村（現・宝達志水町）
- 河合谷村 ← 牛首村、瓜生村、上河合村、下河合村、大田村（現・河北郡津幡町）
- 北荘村 ← 沢川村、宝達村、山崎村、河原村、小川村（現・宝達志水町）
- 中荘村 ← 御館村、中野村、三日町村、上田村、上田出村、門前村（現・宝達志水町）
- 末森村 ← 麦生村、今浜村、今浜新村、米出村（現・宝達志水町）
- 柏崎村 ← 南吉田村、竹生野村、宿村、敷波村、敷浪村（現・宝達志水町）
- 粟ノ保村 ← 土橋村、立開村、粟原村、兵庫村、粟生村、新保村（現・羽咋市）
- 樋川村 ← 荻市村、荻谷村、荻島村、柳瀬村、柳瀬出村（現・宝達志水町）
- 志雄村 ← 子浦村、吉野屋村（現・宝達志水町）
- 南志雄村 ← 聖川村、新宮村、針山村、平床村、散田村、原村、海老坂村、下石村（現・宝達志水町）
- 北志雄村 ← 石坂村、向瀬村、所司原村、見砂村、清水原村、走入村（現・宝達志水町）
- 富永村 ← 東太田村、西太田村、三ツ屋村、石野町村、深江村、吉崎村（現・羽咋市）
- 南邑知村 ← 杉野屋村、菅原村、二口村（現・宝達志水町）
- 北邑知村 ← 飯山村、上白瀬村、白瀬村、藪野村、福水村、千石村、菅池村、神子原村（現・羽咋市）
- 中邑知村 ← 中川村、垣内田村、上江村、千田村、円井村、四町村、千代町村（現・羽咋市）
- 若部村 ← 尾長村、堀替新村、菱分村、本江村、志々見村（現・羽咋市）
- 一ノ宮村 ← 一ノ宮村、一ノ宮寺家村、滝村（現・羽咋市）
- 越路野村 ← 柳田村、千路村（現・羽咋市）
- 上甘田村 ← 柴垣村、滝谷村、犱谷村（現・羽咋市）
- 中甘田村 ← 宿女村、福野村、大島村、長沢村、坪野村、岩田村（現・志賀町）
- 下甘田村 ← 上中山村（現・羽咋市）、上棚村、二所宮村、館村、福井村、大坂村、穴口村、米浜村（現・志賀町）
- 志加浦村 ← 川尻村、町村、安部屋村、上野村、大津村、小浦村、百浦村、松戸村、江野村、赤住村（現・志賀町）
- 堀松村 ← 末吉村、堀松村、西山村、北吉田村、清水今江村、梨谷小山村、神代村、矢蔵谷村（現・志賀町）
- 加茂村 ← 矢駄村、安津見新村、倉垣村、安津見村（現・志賀町）
- 東土田村 ← 火打谷村、徳田村、館開村（現・志賀町）
- 西土田村 ← 矢田村、代田村、印内村、栗山村、谷屋村、仏木村、市野谷村（現・志賀町）
- 上熊野村 ← 米町村、小室村、松木村、田原村、直海村、釈迦堂村、長田村、大笹村（現・志賀町）
- 熊野村 ← 中山村、日下田村、町居村、豊後名村、三明村、中畠村、谷神村、草木村、荒屋村、日用村（現・志賀町）
- 富来村 ← 牛下村、生神村、領家七海村、七海村、地頭町村、領家町村、高田村（現・志賀町）
- 稗造村 ← 東小室村、大西村、江添村、広地村、今田村、和田村、貝田村、尊保村、楚和村、阿川村、入釜村、灯村、鵜野屋村、地保村、切留村、田中村（現・志賀町）
- 釶打村 ← 大平村、古江村、上畠村、河内村、鳥越村、北免田村、西谷内村、町屋村、藤瀬村（現・七尾市）
- 東増穂村 ← 大鳥居村、相坂村、草江村、中泉村、給分村、里本江村、八幡村、飯室村、八幡座主村、相神村、中浜村（現・志賀町）
- 西増穂村 ← 大福寺村、酒見村、稲敷村、栢木村（現・志賀町）
- 西海村 ← 風戸村、風無村、千浦村（現・志賀町）
- 西浦村 ← 赤崎村、鹿頭村、笹波村、小窪村、前浜村、深谷村（現・志賀町）
- 塵浜村（単独村制。現・羽咋市）
- 福浦村（単独村制。現・志賀町）

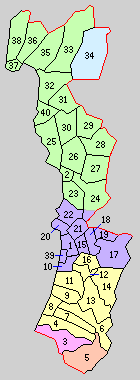
1.羽咋町 2.高浜町 3.南大海村 4.北大海村 5.河合谷村 6.北荘村 7.中荘村 8.末森村 9.柏崎村 10.粟ノ保村 11.樋川村 12.志雄村 13.南志雄村 14.北志雄村 15.富永村 16.南邑知村 17.北邑知村 18.中邑知村 19.若部村 20.一ノ宮村 21.越路野村 22.上甘田村 23.中甘田村 24.下甘田村 25.志加浦村 26.堀松村 27.加茂村 28.東土田村 29.西土田村 30.上熊野村 31.熊野村 32.富来村 33.稗造村 34.釶打村 35.東増穂村 36.西増穂村 37.西海村 38.西浦村 39.塵浜村 40.福浦村（紫：羽咋市 桃：かほく市 水色：七尾市 緑：志賀町 黄：宝達志水町 橙：河北郡津幡町）

- 明治24年（1891年）7月1日 - 郡制を施行。
- 大正8年（1919年）9月1日 - 富来村が町制施行して富来町となる。（3町37村）
- 大正12年（1923年）4月1日 - 郡会が廃止。郡役所は存続。
- 大正15年（1926年）7月1日 - 郡役所が廃止。以降は地域区分名称となる。
- 昭和2年（1927年）9月1日 - 塵浜村が改称して千里浜村となる。
- 昭和8年（1933年）
  - 5月1日 - 樋川村・志雄村・南志雄村・北志雄村・南邑知村が合併し、改めて志雄村が発足。（3町33村）
  - 5月15日 - 北邑知村・中邑知村・若部村が合併して邑知村が発足。（3町31村）
- 昭和10年（1935年）時点での当郡の面積は489.07平方km、人口は67,877人（男32,403人・女35,474人）[注釈 11]。
- 昭和11年（1936年）2月1日 - 志雄村が町制施行して志雄町となる。（4町30村）
- 昭和15年（1940年）
  - 2月11日 - 邑知村が町制施行して邑知町となる。（5町29村）
  - 11月3日 - 東土田村・西土田村が合併して土田村が発足。（5町28村）
- 昭和23年（1948年）4月1日 - 釶打村の所属郡が鹿島郡に変更。（5町27村）
- 昭和29年（1954年）
  - 5月16日 - 河合谷村が河北郡津幡町に編入。（5町26村）
  - 7月15日 - 南大海村が河北郡高松町と合併し、改めて河北郡高松町が発足、郡より離脱。（5町25村）
  - 10月1日 - 志加浦村・堀松村・加茂村・上熊野村・土田村が合併して志賀町が発足。（6町20村）
  - 11月3日（7町2村）
    - 羽咋町・富永村・粟ノ保村・一ノ宮村・越路野村・上甘田村・千里浜村および下甘田村の一部（上中山）が合併し、改めて羽咋町が発足。
    - 富来町・熊野村・稗造村・東増穂村・西増穂村・西海村・西浦村・福浦村が合併し、改めて富来町が発足。
    - 柏崎村・末森村・中荘村・北荘村・北大海村が合併して押水町が発足。
- 昭和30年（1955年）
  - 4月1日 - 下甘田村が志賀町に編入。（7町1村）
  - 4月28日 - 高浜町・中甘田村が合併し、改めて高浜町が発足。（7町）
  - 10月1日 - 押水町の一部（敷波・敷浪）が志雄町に編入。
- 昭和31年（1956年）9月30日 - 羽咋町・邑知町が鹿島郡余喜村・鹿島路村と合併し、改めて羽咋町が発足。（6町）
- 昭和33年（1958年）7月1日 - 羽咋町が市制施行して羽咋市が発足し、郡より離脱。（5町）
- 昭和45年（1970年）11月1日 - 高浜町・志賀町が合併し、改めて志賀町が発足。（4町）
- 平成17年（2005年）
  - 3月1日 - 押水町・志雄町が合併して宝達志水町が発足。（3町）
  - 9月1日 - 志賀町・富来町が合併し、改めて志賀町が発足。（2町）

### 変遷表
| 明治以前       | 明治以前       | 明治初年 - 明治22年                    | 明治22年 4月1日 町村制施行 | 明治22年 - 昭和9年          | 昭和10年 - 昭和24年                  | 昭和25年 - 昭和29年                | 昭和30年 - 昭和32年          | 昭和33年 - 昭和64年        | 平成元年 - 現在               | 現在          |
| -------------- | -------------- | -------------------------------------- | -------------------------- | --------------------------- | ------------------------------------ | ---------------------------------- | ---------------------------- | -------------------------- | ----------------------------- | ------------- |
| 鹿島郡大町村   | 鹿島郡大町村   | 鹿島郡大町村                           | 鹿島郡 余喜村              | 鹿島郡余喜村                | 鹿島郡余喜村                         | 鹿島郡余喜村                       | 昭和31年9月30日 羽咋町       | 昭和33年7月1日 市制 羽咋市 | 羽咋市                        | 羽咋市        |
| 鹿島郡四柳村   | 鹿島郡四柳村   | 鹿島郡四柳村                           | 鹿島郡 余喜村              | 鹿島郡余喜村                | 鹿島郡余喜村                         | 鹿島郡余喜村                       | 昭和31年9月30日 羽咋町       | 昭和33年7月1日 市制 羽咋市 | 羽咋市                        | 羽咋市        |
| 鹿島郡酒井村   | 鹿島郡酒井村   | 鹿島郡酒井村                           | 鹿島郡 余喜村              | 鹿島郡余喜村                | 鹿島郡余喜村                         | 鹿島郡余喜村                       | 昭和31年9月30日 羽咋町       | 昭和33年7月1日 市制 羽咋市 | 羽咋市                        | 羽咋市        |
| 鹿島郡金丸出村 | 鹿島郡金丸出村 | 鹿島郡金丸出村                         | 鹿島郡 余喜村              | 鹿島郡余喜村                | 鹿島郡余喜村                         | 鹿島郡余喜村                       | 昭和31年9月30日 羽咋町       | 昭和33年7月1日 市制 羽咋市 | 羽咋市                        | 羽咋市        |
| 鹿島郡下曽弥村 | 鹿島郡下曽弥村 | 鹿島郡下曽弥村                         | 鹿島郡 余喜村              | 鹿島郡余喜村                | 鹿島郡余喜村                         | 鹿島郡余喜村                       | 昭和31年9月30日 羽咋町       | 昭和33年7月1日 市制 羽咋市 | 羽咋市                        | 羽咋市        |
| 鹿島郡鹿島路村 | 鹿島郡鹿島路村 | 鹿島郡鹿島路村                         | 鹿島郡 鹿島路村            | 鹿島郡鹿島路村              | 鹿島郡鹿島路村                       | 鹿島郡鹿島路村                     | 昭和31年9月30日 羽咋町       | 昭和33年7月1日 市制 羽咋市 | 羽咋市                        | 羽咋市        |
| 鹿島郡潟崎村   | 鹿島郡潟崎村   | 鹿島郡潟崎村                           | 鹿島郡 鹿島路村            | 鹿島郡鹿島路村              | 鹿島郡鹿島路村                       | 鹿島郡鹿島路村                     | 昭和31年9月30日 羽咋町       | 昭和33年7月1日 市制 羽咋市 | 羽咋市                        | 羽咋市        |
| 飯山村         | 飯山村         | 飯山村                                 | 北邑知村                   | 昭和8年5月15日 邑知村       | 昭和15年2月11日 町制 邑知町          | 邑知町                             | 昭和31年9月30日 羽咋町       | 昭和33年7月1日 市制 羽咋市 | 羽咋市                        | 羽咋市        |
| 上白瀬村       | 上白瀬村       | 上白瀬村                               | 北邑知村                   | 昭和8年5月15日 邑知村       | 昭和15年2月11日 町制 邑知町          | 邑知町                             | 昭和31年9月30日 羽咋町       | 昭和33年7月1日 市制 羽咋市 | 羽咋市                        | 羽咋市        |
| 白瀬村         | 白瀬村         | 白瀬村                                 | 北邑知村                   | 昭和8年5月15日 邑知村       | 昭和15年2月11日 町制 邑知町          | 邑知町                             | 昭和31年9月30日 羽咋町       | 昭和33年7月1日 市制 羽咋市 | 羽咋市                        | 羽咋市        |
| 藪野村         | 藪野村         | 藪野村                                 | 北邑知村                   | 昭和8年5月15日 邑知村       | 昭和15年2月11日 町制 邑知町          | 邑知町                             | 昭和31年9月30日 羽咋町       | 昭和33年7月1日 市制 羽咋市 | 羽咋市                        | 羽咋市        |
| 福水村         | 福水村         | 福水村                                 | 北邑知村                   | 昭和8年5月15日 邑知村       | 昭和15年2月11日 町制 邑知町          | 邑知町                             | 昭和31年9月30日 羽咋町       | 昭和33年7月1日 市制 羽咋市 | 羽咋市                        | 羽咋市        |
| 千石村         | 千石村         | 千石村                                 | 北邑知村                   | 昭和8年5月15日 邑知村       | 昭和15年2月11日 町制 邑知町          | 邑知町                             | 昭和31年9月30日 羽咋町       | 昭和33年7月1日 市制 羽咋市 | 羽咋市                        | 羽咋市        |
| 菅池村         | 菅池村         | 菅池村                                 | 北邑知村                   | 昭和8年5月15日 邑知村       | 昭和15年2月11日 町制 邑知町          | 邑知町                             | 昭和31年9月30日 羽咋町       | 昭和33年7月1日 市制 羽咋市 | 羽咋市                        | 羽咋市        |
| 神子原村       | 神子原村       | 神子原村                               | 北邑知村                   | 昭和8年5月15日 邑知村       | 昭和15年2月11日 町制 邑知町          | 邑知町                             | 昭和31年9月30日 羽咋町       | 昭和33年7月1日 市制 羽咋市 | 羽咋市                        | 羽咋市        |
| 中川村         | 中川村         | 中川村                                 | 中邑知村                   | 昭和8年5月15日 邑知村       | 昭和15年2月11日 町制 邑知町          | 邑知町                             | 昭和31年9月30日 羽咋町       | 昭和33年7月1日 市制 羽咋市 | 羽咋市                        | 羽咋市        |
| 垣内田村       | 垣内田村       | 垣内田村                               | 中邑知村                   | 昭和8年5月15日 邑知村       | 昭和15年2月11日 町制 邑知町          | 邑知町                             | 昭和31年9月30日 羽咋町       | 昭和33年7月1日 市制 羽咋市 | 羽咋市                        | 羽咋市        |
| 上江村         | 上江村         | 上江村                                 | 中邑知村                   | 昭和8年5月15日 邑知村       | 昭和15年2月11日 町制 邑知町          | 邑知町                             | 昭和31年9月30日 羽咋町       | 昭和33年7月1日 市制 羽咋市 | 羽咋市                        | 羽咋市        |
| 千田村         | 千田村         | 千田村                                 | 中邑知村                   | 昭和8年5月15日 邑知村       | 昭和15年2月11日 町制 邑知町          | 邑知町                             | 昭和31年9月30日 羽咋町       | 昭和33年7月1日 市制 羽咋市 | 羽咋市                        | 羽咋市        |
| 円井村         | 円井村         | 円井村                                 | 中邑知村                   | 昭和8年5月15日 邑知村       | 昭和15年2月11日 町制 邑知町          | 邑知町                             | 昭和31年9月30日 羽咋町       | 昭和33年7月1日 市制 羽咋市 | 羽咋市                        | 羽咋市        |
| 四町村         | 四町村         | 四町村                                 | 中邑知村                   | 昭和8年5月15日 邑知村       | 昭和15年2月11日 町制 邑知町          | 邑知町                             | 昭和31年9月30日 羽咋町       | 昭和33年7月1日 市制 羽咋市 | 羽咋市                        | 羽咋市        |
| 千代町村       | 千代町村       | 千代町村                               | 中邑知村                   | 昭和8年5月15日 邑知村       | 昭和15年2月11日 町制 邑知町          | 邑知町                             | 昭和31年9月30日 羽咋町       | 昭和33年7月1日 市制 羽咋市 | 羽咋市                        | 羽咋市        |
| 尾長村         | 尾長村         | 尾長村                                 | 若部村                     | 昭和8年5月15日 邑知村       | 昭和15年2月11日 町制 邑知町          | 邑知町                             | 昭和31年9月30日 羽咋町       | 昭和33年7月1日 市制 羽咋市 | 羽咋市                        | 羽咋市        |
| 堀替新村       | 堀替新村       | 堀替新村                               | 若部村                     | 昭和8年5月15日 邑知村       | 昭和15年2月11日 町制 邑知町          | 邑知町                             | 昭和31年9月30日 羽咋町       | 昭和33年7月1日 市制 羽咋市 | 羽咋市                        | 羽咋市        |
| 菱分村         | 菱分村         | 菱分村                                 | 若部村                     | 昭和8年5月15日 邑知村       | 昭和15年2月11日 町制 邑知町          | 邑知町                             | 昭和31年9月30日 羽咋町       | 昭和33年7月1日 市制 羽咋市 | 羽咋市                        | 羽咋市        |
| 本江村         | 本江村         | 本江村                                 | 若部村                     | 昭和8年5月15日 邑知村       | 昭和15年2月11日 町制 邑知町          | 邑知町                             | 昭和31年9月30日 羽咋町       | 昭和33年7月1日 市制 羽咋市 | 羽咋市                        | 羽咋市        |
| 志々見村       | 志々見村       | 志々見村                               | 若部村                     | 昭和8年5月15日 邑知村       | 昭和15年2月11日 町制 邑知町          | 邑知町                             | 昭和31年9月30日 羽咋町       | 昭和33年7月1日 市制 羽咋市 | 羽咋市                        | 羽咋市        |
| 羽咋村         | 羽咋村         | 明治20年 改称 羽咋町                   | 羽咋町                     | 羽咋町                      | 羽咋町                               | 昭和29年11月3日 羽咋町             | 昭和31年9月30日 羽咋町       | 昭和33年7月1日 市制 羽咋市 | 羽咋市                        | 羽咋市        |
| 太田村         | （加賀藩領）   | 明治11年 改称 西太田村                 | 富永村                     | 富永村                      | 富永村                               | 昭和29年11月3日 羽咋町             | 昭和31年9月30日 羽咋町       | 昭和33年7月1日 市制 羽咋市 | 羽咋市                        | 羽咋市        |
| 太田村         | （旗本領）     | 明治8年 分立 東太田村                  | 富永村                     | 富永村                      | 富永村                               | 昭和29年11月3日 羽咋町             | 昭和31年9月30日 羽咋町       | 昭和33年7月1日 市制 羽咋市 | 羽咋市                        | 羽咋市        |
| 三ツ屋村       | 三ツ屋村       | 三ツ屋村                               | 富永村                     | 富永村                      | 富永村                               | 昭和29年11月3日 羽咋町             | 昭和31年9月30日 羽咋町       | 昭和33年7月1日 市制 羽咋市 | 羽咋市                        | 羽咋市        |
| 石野町村       | 石野町村       | 石野町村                               | 富永村                     | 富永村                      | 富永村                               | 昭和29年11月3日 羽咋町             | 昭和31年9月30日 羽咋町       | 昭和33年7月1日 市制 羽咋市 | 羽咋市                        | 羽咋市        |
| 深江村         | 深江村         | 深江村                                 | 富永村                     | 富永村                      | 富永村                               | 昭和29年11月3日 羽咋町             | 昭和31年9月30日 羽咋町       | 昭和33年7月1日 市制 羽咋市 | 羽咋市                        | 羽咋市        |
| 吉崎村         | 吉崎村         | 吉崎村                                 | 富永村                     | 富永村                      | 富永村                               | 昭和29年11月3日 羽咋町             | 昭和31年9月30日 羽咋町       | 昭和33年7月1日 市制 羽咋市 | 羽咋市                        | 羽咋市        |
| 土橋村         | 土橋村         | 土橋村                                 | 粟ノ保村                   | 粟ノ保村                    | 粟ノ保村                             | 昭和29年11月3日 羽咋町             | 昭和31年9月30日 羽咋町       | 昭和33年7月1日 市制 羽咋市 | 羽咋市                        | 羽咋市        |
| 立開村         | 立開村         | 立開村                                 | 粟ノ保村                   | 粟ノ保村                    | 粟ノ保村                             | 昭和29年11月3日 羽咋町             | 昭和31年9月30日 羽咋町       | 昭和33年7月1日 市制 羽咋市 | 羽咋市                        | 羽咋市        |
| 粟原村         | 粟原村         | 粟原村                                 | 粟ノ保村                   | 粟ノ保村                    | 粟ノ保村                             | 昭和29年11月3日 羽咋町             | 昭和31年9月30日 羽咋町       | 昭和33年7月1日 市制 羽咋市 | 羽咋市                        | 羽咋市        |
| 兵庫村         | 兵庫村         | 兵庫村                                 | 粟ノ保村                   | 粟ノ保村                    | 粟ノ保村                             | 昭和29年11月3日 羽咋町             | 昭和31年9月30日 羽咋町       | 昭和33年7月1日 市制 羽咋市 | 羽咋市                        | 羽咋市        |
| 粟生村         | 粟生村         | 粟生村                                 | 粟ノ保村                   | 粟ノ保村                    | 粟ノ保村                             | 昭和29年11月3日 羽咋町             | 昭和31年9月30日 羽咋町       | 昭和33年7月1日 市制 羽咋市 | 羽咋市                        | 羽咋市        |
| 新保村         | 新保村         | 新保村                                 | 粟ノ保村                   | 粟ノ保村                    | 粟ノ保村                             | 昭和29年11月3日 羽咋町             | 昭和31年9月30日 羽咋町       | 昭和33年7月1日 市制 羽咋市 | 羽咋市                        | 羽咋市        |
| 一ノ宮村       | 一ノ宮村       | 一ノ宮村                               | 一ノ宮村                   | 一ノ宮村                    | 一ノ宮村                             | 昭和29年11月3日 羽咋町             | 昭和31年9月30日 羽咋町       | 昭和33年7月1日 市制 羽咋市 | 羽咋市                        | 羽咋市        |
| 一ノ宮寺家村   | 一ノ宮寺家村   | 一ノ宮寺家村                           | 一ノ宮村                   | 一ノ宮村                    | 一ノ宮村                             | 昭和29年11月3日 羽咋町             | 昭和31年9月30日 羽咋町       | 昭和33年7月1日 市制 羽咋市 | 羽咋市                        | 羽咋市        |
| 滝村           | 滝村           | 滝村                                   | 一ノ宮村                   | 一ノ宮村                    | 一ノ宮村                             | 昭和29年11月3日 羽咋町             | 昭和31年9月30日 羽咋町       | 昭和33年7月1日 市制 羽咋市 | 羽咋市                        | 羽咋市        |
| 柳田村         | 柳田村         | 柳田村                                 | 越路野村                   | 越路野村                    | 越路野村                             | 昭和29年11月3日 羽咋町             | 昭和31年9月30日 羽咋町       | 昭和33年7月1日 市制 羽咋市 | 羽咋市                        | 羽咋市        |
| 千路村         | 千路村         | 千路村                                 | 越路野村                   | 越路野村                    | 越路野村                             | 昭和29年11月3日 羽咋町             | 昭和31年9月30日 羽咋町       | 昭和33年7月1日 市制 羽咋市 | 羽咋市                        | 羽咋市        |
| 柴垣村         | 柴垣村         | 柴垣村                                 | 上甘田村                   | 上甘田村                    | 上甘田村                             | 昭和29年11月3日 羽咋町             | 昭和31年9月30日 羽咋町       | 昭和33年7月1日 市制 羽咋市 | 羽咋市                        | 羽咋市        |
| 滝谷村         | 滝谷村         | 滝谷村                                 | 上甘田村                   | 上甘田村                    | 上甘田村                             | 昭和29年11月3日 羽咋町             | 昭和31年9月30日 羽咋町       | 昭和33年7月1日 市制 羽咋市 | 羽咋市                        | 羽咋市        |
| 犱谷村         | 犱谷村         | 犱谷村                                 | 上甘田村                   | 上甘田村                    | 上甘田村                             | 昭和29年11月3日 羽咋町             | 昭和31年9月30日 羽咋町       | 昭和33年7月1日 市制 羽咋市 | 羽咋市                        | 羽咋市        |
| 塵浜村         | 塵浜村         | 塵浜村                                 | 塵浜村                     | 昭和2年9月1日 改称 千里浜村 | 千里浜村                             | 昭和29年11月3日 羽咋町             | 昭和31年9月30日 羽咋町       | 昭和33年7月1日 市制 羽咋市 | 羽咋市                        | 羽咋市        |
| 上中山村       | 上中山村       | 明治9年から 明治17年まで 改称 上中山村 | 下甘田村                   | 下甘田村                    | 下甘田村                             | 昭和29年11月3日 羽咋町             | 昭和31年9月30日 羽咋町       | 昭和33年7月1日 市制 羽咋市 | 羽咋市                        | 羽咋市        |
| 上棚村         | 上棚村         | 上棚村                                 | 下甘田村                   | 下甘田村                    | 下甘田村                             | 下甘田村                           | 昭和30年4月1日 志賀町に編入  | 昭和45年11月1日 志賀町     | 平成17年9月1日 志賀町         | 志賀町        |
| 二所宮村       | 二所宮村       | 二所宮村                               | 下甘田村                   | 下甘田村                    | 下甘田村                             | 下甘田村                           | 昭和30年4月1日 志賀町に編入  | 昭和45年11月1日 志賀町     | 平成17年9月1日 志賀町         | 志賀町        |
| 館村           | 館村           | 館村                                   | 下甘田村                   | 下甘田村                    | 下甘田村                             | 下甘田村                           | 昭和30年4月1日 志賀町に編入  | 昭和45年11月1日 志賀町     | 平成17年9月1日 志賀町         | 志賀町        |
| 福井村         | 福井村         | 福井村                                 | 下甘田村                   | 下甘田村                    | 下甘田村                             | 下甘田村                           | 昭和30年4月1日 志賀町に編入  | 昭和45年11月1日 志賀町     | 平成17年9月1日 志賀町         | 志賀町        |
| 大坂村         | 大坂村         | 大坂村                                 | 下甘田村                   | 下甘田村                    | 下甘田村                             | 下甘田村                           | 昭和30年4月1日 志賀町に編入  | 昭和45年11月1日 志賀町     | 平成17年9月1日 志賀町         | 志賀町        |
| 穴口村         | 穴口村         | 穴口村                                 | 下甘田村                   | 下甘田村                    | 下甘田村                             | 下甘田村                           | 昭和30年4月1日 志賀町に編入  | 昭和45年11月1日 志賀町     | 平成17年9月1日 志賀町         | 志賀町        |
| 米浜村         | 米浜村         | 米浜村                                 | 下甘田村                   | 下甘田村                    | 下甘田村                             | 下甘田村                           | 昭和30年4月1日 志賀町に編入  | 昭和45年11月1日 志賀町     | 平成17年9月1日 志賀町         | 志賀町        |
| 川尻村         | 川尻村         | 川尻村                                 | 志加浦村                   | 志加浦村                    | 志加浦村                             | 昭和29年10月1日 志賀町             | 志賀町                       | 昭和45年11月1日 志賀町     | 平成17年9月1日 志賀町         | 志賀町        |
| 町村           | 町村           | 町村                                   | 志加浦村                   | 志加浦村                    | 志加浦村                             | 昭和29年10月1日 志賀町             | 志賀町                       | 昭和45年11月1日 志賀町     | 平成17年9月1日 志賀町         | 志賀町        |
| 安部屋村       | 安部屋村       | 安部屋村                               | 志加浦村                   | 志加浦村                    | 志加浦村                             | 昭和29年10月1日 志賀町             | 志賀町                       | 昭和45年11月1日 志賀町     | 平成17年9月1日 志賀町         | 志賀町        |
| 上野村         | 上野村         | 上野村                                 | 志加浦村                   | 志加浦村                    | 志加浦村                             | 昭和29年10月1日 志賀町             | 志賀町                       | 昭和45年11月1日 志賀町     | 平成17年9月1日 志賀町         | 志賀町        |
| 大津村         | 大津村         | 大津村                                 | 志加浦村                   | 志加浦村                    | 志加浦村                             | 昭和29年10月1日 志賀町             | 志賀町                       | 昭和45年11月1日 志賀町     | 平成17年9月1日 志賀町         | 志賀町        |
| 小浦村         | 小浦村         | 小浦村                                 | 志加浦村                   | 志加浦村                    | 志加浦村                             | 昭和29年10月1日 志賀町             | 志賀町                       | 昭和45年11月1日 志賀町     | 平成17年9月1日 志賀町         | 志賀町        |
| 百浦村         | 百浦村         | 百浦村                                 | 志加浦村                   | 志加浦村                    | 志加浦村                             | 昭和29年10月1日 志賀町             | 志賀町                       | 昭和45年11月1日 志賀町     | 平成17年9月1日 志賀町         | 志賀町        |
| 松戸村         | 松戸村         | 松戸村                                 | 志加浦村                   | 志加浦村                    | 志加浦村                             | 昭和29年10月1日 志賀町             | 志賀町                       | 昭和45年11月1日 志賀町     | 平成17年9月1日 志賀町         | 志賀町        |
| 江野村         | 江野村         | 江野村                                 | 志加浦村                   | 志加浦村                    | 志加浦村                             | 昭和29年10月1日 志賀町             | 志賀町                       | 昭和45年11月1日 志賀町     | 平成17年9月1日 志賀町         | 志賀町        |
| 赤住村         | 赤住村         | 赤住村                                 | 志加浦村                   | 志加浦村                    | 志加浦村                             | 昭和29年10月1日 志賀町             | 志賀町                       | 昭和45年11月1日 志賀町     | 平成17年9月1日 志賀町         | 志賀町        |
| 末吉村         | 末吉村         | 末吉村                                 | 堀松村                     | 堀松村                      | 堀松村                               | 昭和29年10月1日 志賀町             | 志賀町                       | 昭和45年11月1日 志賀町     | 平成17年9月1日 志賀町         | 志賀町        |
| 堀松村         | 堀松村         | 堀松村                                 | 堀松村                     | 堀松村                      | 堀松村                               | 昭和29年10月1日 志賀町             | 志賀町                       | 昭和45年11月1日 志賀町     | 平成17年9月1日 志賀町         | 志賀町        |
| 西山村         | 西山村         | 西山村                                 | 堀松村                     | 堀松村                      | 堀松村                               | 昭和29年10月1日 志賀町             | 志賀町                       | 昭和45年11月1日 志賀町     | 平成17年9月1日 志賀町         | 志賀町        |
| 吉田村         | 吉田村         | 明治11年 改称 北吉田村                 | 堀松村                     | 堀松村                      | 堀松村                               | 昭和29年10月1日 志賀町             | 志賀町                       | 昭和45年11月1日 志賀町     | 平成17年9月1日 志賀町         | 志賀町        |
| 清水今江村     | 清水今江村     | 清水今江村                             | 堀松村                     | 堀松村                      | 堀松村                               | 昭和29年10月1日 志賀町             | 志賀町                       | 昭和45年11月1日 志賀町     | 平成17年9月1日 志賀町         | 志賀町        |
| 梨谷小山村     | 梨谷小山村     | 梨谷小山村                             | 堀松村                     | 堀松村                      | 堀松村                               | 昭和29年10月1日 志賀町             | 志賀町                       | 昭和45年11月1日 志賀町     | 平成17年9月1日 志賀町         | 志賀町        |
| 神代村         | 神代村         | 神代村                                 | 堀松村                     | 堀松村                      | 堀松村                               | 昭和29年10月1日 志賀町             | 志賀町                       | 昭和45年11月1日 志賀町     | 平成17年9月1日 志賀町         | 志賀町        |
| 矢蔵谷村       | 矢蔵谷村       | 矢蔵谷村                               | 堀松村                     | 堀松村                      | 堀松村                               | 昭和29年10月1日 志賀町             | 志賀町                       | 昭和45年11月1日 志賀町     | 平成17年9月1日 志賀町         | 志賀町        |
| 矢駄村         | 矢駄村         | 矢駄村                                 | 加茂村                     | 加茂村                      | 加茂村                               | 昭和29年10月1日 志賀町             | 志賀町                       | 昭和45年11月1日 志賀町     | 平成17年9月1日 志賀町         | 志賀町        |
| 安津見新村     | 安津見新村     | 安津見新村                             | 加茂村                     | 加茂村                      | 加茂村                               | 昭和29年10月1日 志賀町             | 志賀町                       | 昭和45年11月1日 志賀町     | 平成17年9月1日 志賀町         | 志賀町        |
| 倉垣村         | 倉垣村         | 倉垣村                                 | 加茂村                     | 加茂村                      | 加茂村                               | 昭和29年10月1日 志賀町             | 志賀町                       | 昭和45年11月1日 志賀町     | 平成17年9月1日 志賀町         | 志賀町        |
| 安津見村       | 安津見村       | 安津見村                               | 加茂村                     | 加茂村                      | 加茂村                               | 昭和29年10月1日 志賀町             | 志賀町                       | 昭和45年11月1日 志賀町     | 平成17年9月1日 志賀町         | 志賀町        |
| 米町村         | 米町村         | 米町村                                 | 上熊野村                   | 上熊野村                    | 上熊野村                             | 昭和29年10月1日 志賀町             | 志賀町                       | 昭和45年11月1日 志賀町     | 平成17年9月1日 志賀町         | 志賀町        |
| 小室村         | 小室村         | 小室村                                 | 上熊野村                   | 上熊野村                    | 上熊野村                             | 昭和29年10月1日 志賀町             | 志賀町                       | 昭和45年11月1日 志賀町     | 平成17年9月1日 志賀町         | 志賀町        |
| 松木村         | 松木村         | 松木村                                 | 上熊野村                   | 上熊野村                    | 上熊野村                             | 昭和29年10月1日 志賀町             | 志賀町                       | 昭和45年11月1日 志賀町     | 平成17年9月1日 志賀町         | 志賀町        |
| 田原村         | 田原村         | 田原村                                 | 上熊野村                   | 上熊野村                    | 上熊野村                             | 昭和29年10月1日 志賀町             | 志賀町                       | 昭和45年11月1日 志賀町     | 平成17年9月1日 志賀町         | 志賀町        |
| 直海村         | 直海村         | 直海村                                 | 上熊野村                   | 上熊野村                    | 上熊野村                             | 昭和29年10月1日 志賀町             | 志賀町                       | 昭和45年11月1日 志賀町     | 平成17年9月1日 志賀町         | 志賀町        |
| 釈迦堂村       | 釈迦堂村       | 釈迦堂村                               | 上熊野村                   | 上熊野村                    | 上熊野村                             | 昭和29年10月1日 志賀町             | 志賀町                       | 昭和45年11月1日 志賀町     | 平成17年9月1日 志賀町         | 志賀町        |
| 長田村         | 長田村         | 長田村                                 | 上熊野村                   | 上熊野村                    | 上熊野村                             | 昭和29年10月1日 志賀町             | 志賀町                       | 昭和45年11月1日 志賀町     | 平成17年9月1日 志賀町         | 志賀町        |
| 大笹村         | 大笹村         | 大笹村                                 | 上熊野村                   | 上熊野村                    | 上熊野村                             | 昭和29年10月1日 志賀町             | 志賀町                       | 昭和45年11月1日 志賀町     | 平成17年9月1日 志賀町         | 志賀町        |
| 火打谷村       | 火打谷村       | 火打谷村                               | 東土田村                   | 東土田村                    | 昭和15年11月3日 土田村               | 昭和29年10月1日 志賀町             | 志賀町                       | 昭和45年11月1日 志賀町     | 平成17年9月1日 志賀町         | 志賀町        |
| 徳田村         | 徳田村         | 徳田村                                 | 東土田村                   | 東土田村                    | 昭和15年11月3日 土田村               | 昭和29年10月1日 志賀町             | 志賀町                       | 昭和45年11月1日 志賀町     | 平成17年9月1日 志賀町         | 志賀町        |
| 館開村         | 館開村         | 館開村                                 | 東土田村                   | 東土田村                    | 昭和15年11月3日 土田村               | 昭和29年10月1日 志賀町             | 志賀町                       | 昭和45年11月1日 志賀町     | 平成17年9月1日 志賀町         | 志賀町        |
| 矢田村         | 矢田村         | 矢田村                                 | 西土田村                   | 西土田村                    | 昭和15年11月3日 土田村               | 昭和29年10月1日 志賀町             | 志賀町                       | 昭和45年11月1日 志賀町     | 平成17年9月1日 志賀町         | 志賀町        |
| 代田村         | 代田村         | 代田村                                 | 西土田村                   | 西土田村                    | 昭和15年11月3日 土田村               | 昭和29年10月1日 志賀町             | 志賀町                       | 昭和45年11月1日 志賀町     | 平成17年9月1日 志賀町         | 志賀町        |
| 印内村         | 印内村         | 印内村                                 | 西土田村                   | 西土田村                    | 昭和15年11月3日 土田村               | 昭和29年10月1日 志賀町             | 志賀町                       | 昭和45年11月1日 志賀町     | 平成17年9月1日 志賀町         | 志賀町        |
| 栗山村         | 栗山村         | 栗山村                                 | 西土田村                   | 西土田村                    | 昭和15年11月3日 土田村               | 昭和29年10月1日 志賀町             | 志賀町                       | 昭和45年11月1日 志賀町     | 平成17年9月1日 志賀町         | 志賀町        |
| 谷屋村         | 谷屋村         | 谷屋村                                 | 西土田村                   | 西土田村                    | 昭和15年11月3日 土田村               | 昭和29年10月1日 志賀町             | 志賀町                       | 昭和45年11月1日 志賀町     | 平成17年9月1日 志賀町         | 志賀町        |
| 仏木村         | 仏木村         | 仏木村                                 | 西土田村                   | 西土田村                    | 昭和15年11月3日 土田村               | 昭和29年10月1日 志賀町             | 志賀町                       | 昭和45年11月1日 志賀町     | 平成17年9月1日 志賀町         | 志賀町        |
| 市野谷村       | 市野谷村       | 市野谷村                               | 西土田村                   | 西土田村                    | 昭和15年11月3日 土田村               | 昭和29年10月1日 志賀町             | 志賀町                       | 昭和45年11月1日 志賀町     | 平成17年9月1日 志賀町         | 志賀町        |
| 大念寺新村     | 大念寺新村     | 明治20年 改称 高浜町                   | 高浜町                     | 高浜町                      | 高浜町                               | 高浜町                             | 昭和30年4月28日 高浜町       | 昭和45年11月1日 志賀町     | 平成17年9月1日 志賀町         | 志賀町        |
| 大念寺村       | 大念寺村       | 大念寺村                               | 高浜町                     | 高浜町                      | 高浜町                               | 高浜町                             | 昭和30年4月28日 高浜町       | 昭和45年11月1日 志賀町     | 平成17年9月1日 志賀町         | 志賀町        |
| 宿女村         | 宿女村         | 宿女村                                 | 中甘田村                   | 中甘田村                    | 中甘田村                             | 中甘田村                           | 昭和30年4月28日 高浜町       | 昭和45年11月1日 志賀町     | 平成17年9月1日 志賀町         | 志賀町        |
| 福野村         | 福野村         | 福野村                                 | 中甘田村                   | 中甘田村                    | 中甘田村                             | 中甘田村                           | 昭和30年4月28日 高浜町       | 昭和45年11月1日 志賀町     | 平成17年9月1日 志賀町         | 志賀町        |
| 大島村         | 大島村         | 大島村                                 | 中甘田村                   | 中甘田村                    | 中甘田村                             | 中甘田村                           | 昭和30年4月28日 高浜町       | 昭和45年11月1日 志賀町     | 平成17年9月1日 志賀町         | 志賀町        |
| 長沢村         | 長沢村         | 長沢村                                 | 中甘田村                   | 中甘田村                    | 中甘田村                             | 中甘田村                           | 昭和30年4月28日 高浜町       | 昭和45年11月1日 志賀町     | 平成17年9月1日 志賀町         | 志賀町        |
| 坪野村         | 坪野村         | 坪野村                                 | 中甘田村                   | 中甘田村                    | 中甘田村                             | 中甘田村                           | 昭和30年4月28日 高浜町       | 昭和45年11月1日 志賀町     | 平成17年9月1日 志賀町         | 志賀町        |
| 岩田村         | 岩田村         | 岩田村                                 | 中甘田村                   | 中甘田村                    | 中甘田村                             | 中甘田村                           | 昭和30年4月28日 高浜町       | 昭和45年11月1日 志賀町     | 平成17年9月1日 志賀町         | 志賀町        |
| 牛下村         | 牛下村         | 牛下村                                 | 富来村                     | 大正8年9月1日 町制 富来町   | 富来町                               | 昭和29年11月3日 富来町             | 富来町                       | 富来町                     | 平成17年9月1日 志賀町         | 志賀町        |
| 生神村         | 生神村         | 生神村                                 | 富来村                     | 大正8年9月1日 町制 富来町   | 富来町                               | 昭和29年11月3日 富来町             | 富来町                       | 富来町                     | 平成17年9月1日 志賀町         | 志賀町        |
| 領家七海村     | 領家七海村     | 領家七海村                             | 富来村                     | 大正8年9月1日 町制 富来町   | 富来町                               | 昭和29年11月3日 富来町             | 富来町                       | 富来町                     | 平成17年9月1日 志賀町         | 志賀町        |
| 七海村         | 七海村         | 七海村                                 | 富来村                     | 大正8年9月1日 町制 富来町   | 富来町                               | 昭和29年11月3日 富来町             | 富来町                       | 富来町                     | 平成17年9月1日 志賀町         | 志賀町        |
| 地頭町村       | 地頭町村       | 地頭町村                               | 富来村                     | 大正8年9月1日 町制 富来町   | 富来町                               | 昭和29年11月3日 富来町             | 富来町                       | 富来町                     | 平成17年9月1日 志賀町         | 志賀町        |
| 領家町村       | 領家町村       | 領家町村                               | 富来村                     | 大正8年9月1日 町制 富来町   | 富来町                               | 昭和29年11月3日 富来町             | 富来町                       | 富来町                     | 平成17年9月1日 志賀町         | 志賀町        |
| 高田村         | 高田村         | 高田村                                 | 富来村                     | 大正8年9月1日 町制 富来町   | 富来町                               | 昭和29年11月3日 富来町             | 富来町                       | 富来町                     | 平成17年9月1日 志賀町         | 志賀町        |
| 中山村         | 中山村         | 中山村                                 | 熊野村                     | 熊野村                      | 熊野村                               | 昭和29年11月3日 富来町             | 富来町                       | 富来町                     | 平成17年9月1日 志賀町         | 志賀町        |
| 日下田村       | 日下田村       | 日下田村                               | 熊野村                     | 熊野村                      | 熊野村                               | 昭和29年11月3日 富来町             | 富来町                       | 富来町                     | 平成17年9月1日 志賀町         | 志賀町        |
| 町居村         | 町居村         | 町居村                                 | 熊野村                     | 熊野村                      | 熊野村                               | 昭和29年11月3日 富来町             | 富来町                       | 富来町                     | 平成17年9月1日 志賀町         | 志賀町        |
| 豊後名村       | 豊後名村       | 豊後名村                               | 熊野村                     | 熊野村                      | 熊野村                               | 昭和29年11月3日 富来町             | 富来町                       | 富来町                     | 平成17年9月1日 志賀町         | 志賀町        |
| 三明村         | 三明村         | 三明村                                 | 熊野村                     | 熊野村                      | 熊野村                               | 昭和29年11月3日 富来町             | 富来町                       | 富来町                     | 平成17年9月1日 志賀町         | 志賀町        |
| 中畠村         | 中畠村         | 中畠村                                 | 熊野村                     | 熊野村                      | 熊野村                               | 昭和29年11月3日 富来町             | 富来町                       | 富来町                     | 平成17年9月1日 志賀町         | 志賀町        |
| 谷神村         | 谷神村         | 谷神村                                 | 熊野村                     | 熊野村                      | 熊野村                               | 昭和29年11月3日 富来町             | 富来町                       | 富来町                     | 平成17年9月1日 志賀町         | 志賀町        |
| 草木村         | 草木村         | 草木村                                 | 熊野村                     | 熊野村                      | 熊野村                               | 昭和29年11月3日 富来町             | 富来町                       | 富来町                     | 平成17年9月1日 志賀町         | 志賀町        |
| 荒屋村         | 荒屋村         | 荒屋村                                 | 熊野村                     | 熊野村                      | 熊野村                               | 昭和29年11月3日 富来町             | 富来町                       | 富来町                     | 平成17年9月1日 志賀町         | 志賀町        |
| 日用村         | 日用村         | 日用村                                 | 熊野村                     | 熊野村                      | 熊野村                               | 昭和29年11月3日 富来町             | 富来町                       | 富来町                     | 平成17年9月1日 志賀町         | 志賀町        |
| 小室村         | 小室村         | 明治初年 改称 東小室村                 | 稗造村                     | 稗造村                      | 稗造村                               | 昭和29年11月3日 富来町             | 富来町                       | 富来町                     | 平成17年9月1日 志賀町         | 志賀町        |
| 大西村         | 大西村         | 大西村                                 | 稗造村                     | 稗造村                      | 稗造村                               | 昭和29年11月3日 富来町             | 富来町                       | 富来町                     | 平成17年9月1日 志賀町         | 志賀町        |
| 江添村         | 江添村         | 江添村                                 | 稗造村                     | 稗造村                      | 稗造村                               | 昭和29年11月3日 富来町             | 富来町                       | 富来町                     | 平成17年9月1日 志賀町         | 志賀町        |
| 広地村         | 広地村         | 広地村                                 | 稗造村                     | 稗造村                      | 稗造村                               | 昭和29年11月3日 富来町             | 富来町                       | 富来町                     | 平成17年9月1日 志賀町         | 志賀町        |
| 今田村         | 今田村         | 今田村                                 | 稗造村                     | 稗造村                      | 稗造村                               | 昭和29年11月3日 富来町             | 富来町                       | 富来町                     | 平成17年9月1日 志賀町         | 志賀町        |
| 和田村         | 和田村         | 和田村                                 | 稗造村                     | 稗造村                      | 稗造村                               | 昭和29年11月3日 富来町             | 富来町                       | 富来町                     | 平成17年9月1日 志賀町         | 志賀町        |
| 貝田村         | 貝田村         | 貝田村                                 | 稗造村                     | 稗造村                      | 稗造村                               | 昭和29年11月3日 富来町             | 富来町                       | 富来町                     | 平成17年9月1日 志賀町         | 志賀町        |
| 尊保村         | 尊保村         | 尊保村                                 | 稗造村                     | 稗造村                      | 稗造村                               | 昭和29年11月3日 富来町             | 富来町                       | 富来町                     | 平成17年9月1日 志賀町         | 志賀町        |
| 楚和村         | 楚和村         | 楚和村                                 | 稗造村                     | 稗造村                      | 稗造村                               | 昭和29年11月3日 富来町             | 富来町                       | 富来町                     | 平成17年9月1日 志賀町         | 志賀町        |
| 阿川村         | 阿川村         | 阿川村                                 | 稗造村                     | 稗造村                      | 稗造村                               | 昭和29年11月3日 富来町             | 富来町                       | 富来町                     | 平成17年9月1日 志賀町         | 志賀町        |
| 入釜村         | 入釜村         | 入釜村                                 | 稗造村                     | 稗造村                      | 稗造村                               | 昭和29年11月3日 富来町             | 富来町                       | 富来町                     | 平成17年9月1日 志賀町         | 志賀町        |
| 灯村           | 灯村           | 灯村                                   | 稗造村                     | 稗造村                      | 稗造村                               | 昭和29年11月3日 富来町             | 富来町                       | 富来町                     | 平成17年9月1日 志賀町         | 志賀町        |
| 鵜野屋村       | 鵜野屋村       | 鵜野屋村                               | 稗造村                     | 稗造村                      | 稗造村                               | 昭和29年11月3日 富来町             | 富来町                       | 富来町                     | 平成17年9月1日 志賀町         | 志賀町        |
| 地保村         | 地保村         | 地保村                                 | 稗造村                     | 稗造村                      | 稗造村                               | 昭和29年11月3日 富来町             | 富来町                       | 富来町                     | 平成17年9月1日 志賀町         | 志賀町        |
| 切留村         | 切留村         | 切留村                                 | 稗造村                     | 稗造村                      | 稗造村                               | 昭和29年11月3日 富来町             | 富来町                       | 富来町                     | 平成17年9月1日 志賀町         | 志賀町        |
| 田中村         | 田中村         | 田中村                                 | 稗造村                     | 稗造村                      | 稗造村                               | 昭和29年11月3日 富来町             | 富来町                       | 富来町                     | 平成17年9月1日 志賀町         | 志賀町        |
| 大鳥居村       | 大鳥居村       | 大鳥居村                               | 東増穂村                   | 東増穂村                    | 東増穂村                             | 昭和29年11月3日 富来町             | 富来町                       | 富来町                     | 平成17年9月1日 志賀町         | 志賀町        |
| 相坂村         | 相坂村         | 相坂村                                 | 東増穂村                   | 東増穂村                    | 東増穂村                             | 昭和29年11月3日 富来町             | 富来町                       | 富来町                     | 平成17年9月1日 志賀町         | 志賀町        |
| 草江村         | 草江村         | 草江村                                 | 東増穂村                   | 東増穂村                    | 東増穂村                             | 昭和29年11月3日 富来町             | 富来町                       | 富来町                     | 平成17年9月1日 志賀町         | 志賀町        |
| 中泉村         | 中泉村         | 中泉村                                 | 東増穂村                   | 東増穂村                    | 東増穂村                             | 昭和29年11月3日 富来町             | 富来町                       | 富来町                     | 平成17年9月1日 志賀町         | 志賀町        |
| 給分村         | 給分村         | 給分村                                 | 東増穂村                   | 東増穂村                    | 東増穂村                             | 昭和29年11月3日 富来町             | 富来町                       | 富来町                     | 平成17年9月1日 志賀町         | 志賀町        |
| 里本江村       | 里本江村       | 里本江村                               | 東増穂村                   | 東増穂村                    | 東増穂村                             | 昭和29年11月3日 富来町             | 富来町                       | 富来町                     | 平成17年9月1日 志賀町         | 志賀町        |
| 八幡村         | 八幡村         | 八幡村                                 | 東増穂村                   | 東増穂村                    | 東増穂村                             | 昭和29年11月3日 富来町             | 富来町                       | 富来町                     | 平成17年9月1日 志賀町         | 志賀町        |
| 飯室村         | 飯室村         | 飯室村                                 | 東増穂村                   | 東増穂村                    | 東増穂村                             | 昭和29年11月3日 富来町             | 富来町                       | 富来町                     | 平成17年9月1日 志賀町         | 志賀町        |
| 八幡座主村     | 八幡座主村     | 八幡座主村                             | 東増穂村                   | 東増穂村                    | 東増穂村                             | 昭和29年11月3日 富来町             | 富来町                       | 富来町                     | 平成17年9月1日 志賀町         | 志賀町        |
| 相神村         | 相神村         | 相神村                                 | 東増穂村                   | 東増穂村                    | 東増穂村                             | 昭和29年11月3日 富来町             | 富来町                       | 富来町                     | 平成17年9月1日 志賀町         | 志賀町        |
| 中浜村         | 中浜村         | 中浜村                                 | 東増穂村                   | 東増穂村                    | 東増穂村                             | 昭和29年11月3日 富来町             | 富来町                       | 富来町                     | 平成17年9月1日 志賀町         | 志賀町        |
| 大福寺村       | 大福寺村       | 大福寺村                               | 西増穂村                   | 西増穂村                    | 西増穂村                             | 昭和29年11月3日 富来町             | 富来町                       | 富来町                     | 平成17年9月1日 志賀町         | 志賀町        |
| 酒見村         | 酒見村         | 酒見村                                 | 西増穂村                   | 西増穂村                    | 西増穂村                             | 昭和29年11月3日 富来町             | 富来町                       | 富来町                     | 平成17年9月1日 志賀町         | 志賀町        |
| 稲敷村         | 稲敷村         | 稲敷村                                 | 西増穂村                   | 西増穂村                    | 西増穂村                             | 昭和29年11月3日 富来町             | 富来町                       | 富来町                     | 平成17年9月1日 志賀町         | 志賀町        |
| 栢木村         | 栢木村         | 栢木村                                 | 西増穂村                   | 西増穂村                    | 西増穂村                             | 昭和29年11月3日 富来町             | 富来町                       | 富来町                     | 平成17年9月1日 志賀町         | 志賀町        |
| 風戸村         | 風戸村         | 風戸村                                 | 西海村                     | 西海村                      | 西海村                               | 昭和29年11月3日 富来町             | 富来町                       | 富来町                     | 平成17年9月1日 志賀町         | 志賀町        |
| 風無村         | 風無村         | 風無村                                 | 西海村                     | 西海村                      | 西海村                               | 昭和29年11月3日 富来町             | 富来町                       | 富来町                     | 平成17年9月1日 志賀町         | 志賀町        |
| 千浦村         | 千浦村         | 千浦村                                 | 西海村                     | 西海村                      | 西海村                               | 昭和29年11月3日 富来町             | 富来町                       | 富来町                     | 平成17年9月1日 志賀町         | 志賀町        |
| 赤崎村         | 赤崎村         | 赤崎村                                 | 西浦村                     | 西浦村                      | 西浦村                               | 昭和29年11月3日 富来町             | 富来町                       | 富来町                     | 平成17年9月1日 志賀町         | 志賀町        |
| 鹿頭村         | 鹿頭村         | 鹿頭村                                 | 西浦村                     | 西浦村                      | 西浦村                               | 昭和29年11月3日 富来町             | 富来町                       | 富来町                     | 平成17年9月1日 志賀町         | 志賀町        |
| 笹波村         | 笹波村         | 笹波村                                 | 西浦村                     | 西浦村                      | 西浦村                               | 昭和29年11月3日 富来町             | 富来町                       | 富来町                     | 平成17年9月1日 志賀町         | 志賀町        |
| 小窪村         | 小窪村         | 小窪村                                 | 西浦村                     | 西浦村                      | 西浦村                               | 昭和29年11月3日 富来町             | 富来町                       | 富来町                     | 平成17年9月1日 志賀町         | 志賀町        |
| 前浜村         | 前浜村         | 前浜村                                 | 西浦村                     | 西浦村                      | 西浦村                               | 昭和29年11月3日 富来町             | 富来町                       | 富来町                     | 平成17年9月1日 志賀町         | 志賀町        |
| 深谷村         | 深谷村         | 深谷村                                 | 西浦村                     | 西浦村                      | 西浦村                               | 昭和29年11月3日 富来町             | 富来町                       | 富来町                     | 平成17年9月1日 志賀町         | 志賀町        |
| 福浦村         | 福浦村         | 福浦村                                 | 福浦村                     | 福浦村                      | 福浦村                               | 昭和29年11月3日 富来町             | 富来町                       | 富来町                     | 平成17年9月1日 志賀町         | 志賀町        |
| 森本村         | 森本村         | 森本村                                 | 北大海村                   | 北大海村                    | 北大海村                             | 昭和29年11月3日 押水町             | 押水町                       | 押水町                     | 平成17年3月1日 宝達志水町     | 宝達志水町    |
| 免田村         | 免田村         | 免田村                                 | 北大海村                   | 北大海村                    | 北大海村                             | 昭和29年11月3日 押水町             | 押水町                       | 押水町                     | 平成17年3月1日 宝達志水町     | 宝達志水町    |
| 大海川尻村     | 大海川尻村     | 大海川尻村                             | 北大海村                   | 北大海村                    | 北大海村                             | 昭和29年11月3日 押水町             | 押水町                       | 押水町                     | 平成17年3月1日 宝達志水町     | 宝達志水町    |
| 坪山村         | 坪山村         | 坪山村                                 | 北大海村                   | 北大海村                    | 北大海村                             | 昭和29年11月3日 押水町             | 押水町                       | 押水町                     | 平成17年3月1日 宝達志水町     | 宝達志水町    |
| 北川尻村       | 北川尻村       | 北川尻村                               | 北大海村                   | 北大海村                    | 北大海村                             | 昭和29年11月3日 押水町             | 押水町                       | 押水町                     | 平成17年3月1日 宝達志水町     | 宝達志水町    |
| 冬野村         | 冬野村         | 冬野村                                 | 北大海村                   | 北大海村                    | 北大海村                             | 昭和29年11月3日 押水町             | 押水町                       | 押水町                     | 平成17年3月1日 宝達志水町     | 宝達志水町    |
| 正友村         | 正友村         | 正友村                                 | 北大海村                   | 北大海村                    | 北大海村                             | 昭和29年11月3日 押水町             | 押水町                       | 押水町                     | 平成17年3月1日 宝達志水町     | 宝達志水町    |
| 東間村         | 東間村         | 東間村                                 | 北大海村                   | 北大海村                    | 北大海村                             | 昭和29年11月3日 押水町             | 押水町                       | 押水町                     | 平成17年3月1日 宝達志水町     | 宝達志水町    |
| 紺屋町村       | 紺屋町村       | 紺屋町村                               | 北大海村                   | 北大海村                    | 北大海村                             | 昭和29年11月3日 押水町             | 押水町                       | 押水町                     | 平成17年3月1日 宝達志水町     | 宝達志水町    |
| 東野村         | 東野村         | 東野村                                 | 北大海村                   | 北大海村                    | 北大海村                             | 昭和29年11月3日 押水町             | 押水町                       | 押水町                     | 平成17年3月1日 宝達志水町     | 宝達志水町    |
| 沢川村         | 沢川村         | 沢川村                                 | 北荘村                     | 北荘村                      | 北荘村                               | 昭和29年11月3日 押水町             | 押水町                       | 押水町                     | 平成17年3月1日 宝達志水町     | 宝達志水町    |
| 宝達村         | 宝達村         | 宝達村                                 | 北荘村                     | 北荘村                      | 北荘村                               | 昭和29年11月3日 押水町             | 押水町                       | 押水町                     | 平成17年3月1日 宝達志水町     | 宝達志水町    |
| 山崎村         | 山崎村         | 山崎村                                 | 北荘村                     | 北荘村                      | 北荘村                               | 昭和29年11月3日 押水町             | 押水町                       | 押水町                     | 平成17年3月1日 宝達志水町     | 宝達志水町    |
| 河原村         | 河原村         | 河原村                                 | 北荘村                     | 北荘村                      | 北荘村                               | 昭和29年11月3日 押水町             | 押水町                       | 押水町                     | 平成17年3月1日 宝達志水町     | 宝達志水町    |
| 小川村         | 小川村         | 小川村                                 | 北荘村                     | 北荘村                      | 北荘村                               | 昭和29年11月3日 押水町             | 押水町                       | 押水町                     | 平成17年3月1日 宝達志水町     | 宝達志水町    |
| 御館村         | 御館村         | 御館村                                 | 中荘村                     | 中荘村                      | 中荘村                               | 昭和29年11月3日 押水町             | 押水町                       | 押水町                     | 平成17年3月1日 宝達志水町     | 宝達志水町    |
| 中野村         | 中野村         | 中野村                                 | 中荘村                     | 中荘村                      | 中荘村                               | 昭和29年11月3日 押水町             | 押水町                       | 押水町                     | 平成17年3月1日 宝達志水町     | 宝達志水町    |
| 三日町村       | 三日町村       | 三日町村                               | 中荘村                     | 中荘村                      | 中荘村                               | 昭和29年11月3日 押水町             | 押水町                       | 押水町                     | 平成17年3月1日 宝達志水町     | 宝達志水町    |
| 上田村         | 上田村         | 上田村                                 | 中荘村                     | 中荘村                      | 中荘村                               | 昭和29年11月3日 押水町             | 押水町                       | 押水町                     | 平成17年3月1日 宝達志水町     | 宝達志水町    |
| 上田出村       | 上田出村       | 上田出村                               | 中荘村                     | 中荘村                      | 中荘村                               | 昭和29年11月3日 押水町             | 押水町                       | 押水町                     | 平成17年3月1日 宝達志水町     | 宝達志水町    |
| 門前村         | 門前村         | 門前村                                 | 中荘村                     | 中荘村                      | 中荘村                               | 昭和29年11月3日 押水町             | 押水町                       | 押水町                     | 平成17年3月1日 宝達志水町     | 宝達志水町    |
| 麦生村         | 麦生村         | 麦生村                                 | 末森村                     | 末森村                      | 末森村                               | 昭和29年11月3日 押水町             | 押水町                       | 押水町                     | 平成17年3月1日 宝達志水町     | 宝達志水町    |
| 今浜村         | 今浜村         | 今浜村                                 | 末森村                     | 末森村                      | 末森村                               | 昭和29年11月3日 押水町             | 押水町                       | 押水町                     | 平成17年3月1日 宝達志水町     | 宝達志水町    |
| 今浜新村       | 今浜新村       | 今浜新村                               | 末森村                     | 末森村                      | 末森村                               | 昭和29年11月3日 押水町             | 押水町                       | 押水町                     | 平成17年3月1日 宝達志水町     | 宝達志水町    |
| 米出村         | 米出村         | 米出村                                 | 末森村                     | 末森村                      | 末森村                               | 昭和29年11月3日 押水町             | 押水町                       | 押水町                     | 平成17年3月1日 宝達志水町     | 宝達志水町    |
| 吉田村         | 吉田村         | 明治初年 改称 南吉田村                 | 柏崎村                     | 柏崎村                      | 柏崎村                               | 昭和29年11月3日 押水町             | 押水町                       | 押水町                     | 平成17年3月1日 宝達志水町     | 宝達志水町    |
| 竹生野村       | 竹生野村       | 竹生野村                               | 柏崎村                     | 柏崎村                      | 柏崎村                               | 昭和29年11月3日 押水町             | 押水町                       | 押水町                     | 平成17年3月1日 宝達志水町     | 宝達志水町    |
| 宿村           | 宿村           | 宿村                                   | 柏崎村                     | 柏崎村                      | 柏崎村                               | 昭和29年11月3日 押水町             | 押水町                       | 押水町                     | 平成17年3月1日 宝達志水町     | 宝達志水町    |
| 敷波村         | 敷波村         | 敷波村                                 | 柏崎村                     | 柏崎村                      | 柏崎村                               | 昭和29年11月3日 押水町             | 昭和30年10月1日 志雄町に編入 | 志雄町                     | 平成17年3月1日 宝達志水町     | 宝達志水町    |
| 敷浪村         | 敷浪村         | 敷浪村                                 | 柏崎村                     | 柏崎村                      | 柏崎村                               | 昭和29年11月3日 押水町             | 昭和30年10月1日 志雄町に編入 | 志雄町                     | 平成17年3月1日 宝達志水町     | 宝達志水町    |
| 石坂村         | 石坂村         | 石坂村                                 | 北志雄村                   | 昭和8年5月1日 志雄村        | 昭和11年2月1日 町制 志雄町           | 志雄町                             | 志雄町                       | 志雄町                     | 平成17年3月1日 宝達志水町     | 宝達志水町    |
| 向瀬村         | 向瀬村         | 向瀬村                                 | 北志雄村                   | 昭和8年5月1日 志雄村        | 昭和11年2月1日 町制 志雄町           | 志雄町                             | 志雄町                       | 志雄町                     | 平成17年3月1日 宝達志水町     | 宝達志水町    |
| 所司原村       | 所司原村       | 所司原村                               | 北志雄村                   | 昭和8年5月1日 志雄村        | 昭和11年2月1日 町制 志雄町           | 志雄町                             | 志雄町                       | 志雄町                     | 平成17年3月1日 宝達志水町     | 宝達志水町    |
| 見砂村         | 見砂村         | 見砂村                                 | 北志雄村                   | 昭和8年5月1日 志雄村        | 昭和11年2月1日 町制 志雄町           | 志雄町                             | 志雄町                       | 志雄町                     | 平成17年3月1日 宝達志水町     | 宝達志水町    |
| 清水原村       | 清水原村       | 清水原村                               | 北志雄村                   | 昭和8年5月1日 志雄村        | 昭和11年2月1日 町制 志雄町           | 志雄町                             | 志雄町                       | 志雄町                     | 平成17年3月1日 宝達志水町     | 宝達志水町    |
| 走入村         | 走入村         | 走入村                                 | 北志雄村                   | 昭和8年5月1日 志雄村        | 昭和11年2月1日 町制 志雄町           | 志雄町                             | 志雄町                       | 志雄町                     | 平成17年3月1日 宝達志水町     | 宝達志水町    |
| 子浦村         | 子浦村         | 子浦村                                 | 志雄村                     | 昭和8年5月1日 志雄村        | 昭和11年2月1日 町制 志雄町           | 志雄町                             | 志雄町                       | 志雄町                     | 平成17年3月1日 宝達志水町     | 宝達志水町    |
| 吉野屋村       | 吉野屋村       | 吉野屋村                               | 志雄村                     | 昭和8年5月1日 志雄村        | 昭和11年2月1日 町制 志雄町           | 志雄町                             | 志雄町                       | 志雄町                     | 平成17年3月1日 宝達志水町     | 宝達志水町    |
| 聖川村         | 聖川村         | 聖川村                                 | 南志雄村                   | 昭和8年5月1日 志雄村        | 昭和11年2月1日 町制 志雄町           | 志雄町                             | 志雄町                       | 志雄町                     | 平成17年3月1日 宝達志水町     | 宝達志水町    |
| 新宮村         | 新宮村         | 明治8年 新宮村                         | 南志雄村                   | 昭和8年5月1日 志雄村        | 昭和11年2月1日 町制 志雄町           | 志雄町                             | 志雄町                       | 志雄町                     | 平成17年3月1日 宝達志水町     | 宝達志水町    |
| 当ノ熊村       |                | 明治8年 新宮村                         | 南志雄村                   | 昭和8年5月1日 志雄村        | 昭和11年2月1日 町制 志雄町           | 志雄町                             | 志雄町                       | 志雄町                     | 平成17年3月1日 宝達志水町     | 宝達志水町    |
| 針山村         | 針山村         | 針山村                                 | 南志雄村                   | 昭和8年5月1日 志雄村        | 昭和11年2月1日 町制 志雄町           | 志雄町                             | 志雄町                       | 志雄町                     | 平成17年3月1日 宝達志水町     | 宝達志水町    |
| 平床村         | 平床村         | 平床村                                 | 南志雄村                   | 昭和8年5月1日 志雄村        | 昭和11年2月1日 町制 志雄町           | 志雄町                             | 志雄町                       | 志雄町                     | 平成17年3月1日 宝達志水町     | 宝達志水町    |
| 散田村         | 散田村         | 散田村                                 | 南志雄村                   | 昭和8年5月1日 志雄村        | 昭和11年2月1日 町制 志雄町           | 志雄町                             | 志雄町                       | 志雄町                     | 平成17年3月1日 宝達志水町     | 宝達志水町    |
| 原村           | 原村           | 原村                                   | 南志雄村                   | 昭和8年5月1日 志雄村        | 昭和11年2月1日 町制 志雄町           | 志雄町                             | 志雄町                       | 志雄町                     | 平成17年3月1日 宝達志水町     | 宝達志水町    |
| 海老坂村       | 海老坂村       | 海老坂村                               | 南志雄村                   | 昭和8年5月1日 志雄村        | 昭和11年2月1日 町制 志雄町           | 志雄町                             | 志雄町                       | 志雄町                     | 平成17年3月1日 宝達志水町     | 宝達志水町    |
| 下石村         | 下石村         | 下石村                                 | 南志雄村                   | 昭和8年5月1日 志雄村        | 昭和11年2月1日 町制 志雄町           | 志雄町                             | 志雄町                       | 志雄町                     | 平成17年3月1日 宝達志水町     | 宝達志水町    |
| 荻市村         | 荻市村         | 荻市村                                 | 樋川村                     | 昭和8年5月1日 志雄村        | 昭和11年2月1日 町制 志雄町           | 志雄町                             | 志雄町                       | 志雄町                     | 平成17年3月1日 宝達志水町     | 宝達志水町    |
| 荻谷村         | 荻谷村         | 荻谷村                                 | 樋川村                     | 昭和8年5月1日 志雄村        | 昭和11年2月1日 町制 志雄町           | 志雄町                             | 志雄町                       | 志雄町                     | 平成17年3月1日 宝達志水町     | 宝達志水町    |
| 荻島村         | 荻島村         | 荻島村                                 | 樋川村                     | 昭和8年5月1日 志雄村        | 昭和11年2月1日 町制 志雄町           | 志雄町                             | 志雄町                       | 志雄町                     | 平成17年3月1日 宝達志水町     | 宝達志水町    |
| 柳瀬村         | 柳瀬村         | 柳瀬村                                 | 樋川村                     | 昭和8年5月1日 志雄村        | 昭和11年2月1日 町制 志雄町           | 志雄町                             | 志雄町                       | 志雄町                     | 平成17年3月1日 宝達志水町     | 宝達志水町    |
| 柳瀬出村       | 柳瀬出村       | 柳瀬出村                               | 樋川村                     | 昭和8年5月1日 志雄村        | 昭和11年2月1日 町制 志雄町           | 志雄町                             | 志雄町                       | 志雄町                     | 平成17年3月1日 宝達志水町     | 宝達志水町    |
| 杉野屋村       | 杉野屋村       | 杉野屋村                               | 南邑知村                   | 昭和8年5月1日 志雄村        | 昭和11年2月1日 町制 志雄町           | 志雄町                             | 志雄町                       | 志雄町                     | 平成17年3月1日 宝達志水町     | 宝達志水町    |
| 菅原村         | 菅原村         | 菅原村                                 | 南邑知村                   | 昭和8年5月1日 志雄村        | 昭和11年2月1日 町制 志雄町           | 志雄町                             | 志雄町                       | 志雄町                     | 平成17年3月1日 宝達志水町     | 宝達志水町    |
| 二口村         | 二口村         | 二口村                                 | 南邑知村                   | 昭和8年5月1日 志雄村        | 昭和11年2月1日 町制 志雄町           | 志雄町                             | 志雄町                       | 志雄町                     | 平成17年3月1日 宝達志水町     | 宝達志水町    |
| 大平村         | 大平村         | 大平村                                 | 釶打村                     | 釶打村                      | 昭和23年4月1日 所属変更 鹿島郡釶打村 | 昭和29年3月31日 鹿島郡中島町       | 鹿島郡中島町                 | 鹿島郡中島町               | 平成16年10月1日 七尾市        | 七尾市        |
| 古江村         | 古江村         | 古江村                                 | 釶打村                     | 釶打村                      | 昭和23年4月1日 所属変更 鹿島郡釶打村 | 昭和29年3月31日 鹿島郡中島町       | 鹿島郡中島町                 | 鹿島郡中島町               | 平成16年10月1日 七尾市        | 七尾市        |
| 上畠村         | 上畠村         | 上畠村                                 | 釶打村                     | 釶打村                      | 昭和23年4月1日 所属変更 鹿島郡釶打村 | 昭和29年3月31日 鹿島郡中島町       | 鹿島郡中島町                 | 鹿島郡中島町               | 平成16年10月1日 七尾市        | 七尾市        |
| 河内村         | 河内村         | 河内村                                 | 釶打村                     | 釶打村                      | 昭和23年4月1日 所属変更 鹿島郡釶打村 | 昭和29年3月31日 鹿島郡中島町       | 鹿島郡中島町                 | 鹿島郡中島町               | 平成16年10月1日 七尾市        | 七尾市        |
| 鳥越村         | 鳥越村         | 鳥越村                                 | 釶打村                     | 釶打村                      | 昭和23年4月1日 所属変更 鹿島郡釶打村 | 昭和29年3月31日 鹿島郡中島町       | 鹿島郡中島町                 | 鹿島郡中島町               | 平成16年10月1日 七尾市        | 七尾市        |
| 免田村         | 免田村         | 明治16年 改称 北免田村                 | 釶打村                     | 釶打村                      | 昭和23年4月1日 所属変更 鹿島郡釶打村 | 昭和29年3月31日 鹿島郡中島町       | 鹿島郡中島町                 | 鹿島郡中島町               | 平成16年10月1日 七尾市        | 七尾市        |
| 西谷内村       | 西谷内村       | 西谷内村                               | 釶打村                     | 釶打村                      | 昭和23年4月1日 所属変更 鹿島郡釶打村 | 昭和29年3月31日 鹿島郡中島町       | 鹿島郡中島町                 | 鹿島郡中島町               | 平成16年10月1日 七尾市        | 七尾市        |
| 町屋村         | 町屋村         | 町屋村                                 | 釶打村                     | 釶打村                      | 昭和23年4月1日 所属変更 鹿島郡釶打村 | 昭和29年3月31日 鹿島郡中島町       | 鹿島郡中島町                 | 鹿島郡中島町               | 平成16年10月1日 七尾市        | 七尾市        |
| 藤瀬村         | 藤瀬村         | 藤瀬村                                 | 釶打村                     | 釶打村                      | 昭和23年4月1日 所属変更 鹿島郡釶打村 | 昭和29年3月31日 鹿島郡中島町       | 鹿島郡中島町                 | 鹿島郡中島町               | 平成16年10月1日 七尾市        | 七尾市        |
| 牛首村         | 牛首村         | 牛首村                                 | 河合谷村                   | 河合谷村                    | 河合谷村                             | 昭和29年5月16日 河北郡津幡町に編入 | 河北郡津幡町                 | 河北郡津幡町               | 河北郡津幡町                  | 河北郡 津幡町 |
| 瓜生村         | 瓜生村         | 瓜生村                                 | 河合谷村                   | 河合谷村                    | 河合谷村                             | 昭和29年5月16日 河北郡津幡町に編入 | 河北郡津幡町                 | 河北郡津幡町               | 河北郡津幡町                  | 河北郡 津幡町 |
| 上河合村       | 上河合村       | 上河合村                               | 河合谷村                   | 河合谷村                    | 河合谷村                             | 昭和29年5月16日 河北郡津幡町に編入 | 河北郡津幡町                 | 河北郡津幡町               | 河北郡津幡町                  | 河北郡 津幡町 |
| 下河合村       | 下河合村       | 下河合村                               | 河合谷村                   | 河合谷村                    | 河合谷村                             | 昭和29年5月16日 河北郡津幡町に編入 | 河北郡津幡町                 | 河北郡津幡町               | 河北郡津幡町                  | 河北郡 津幡町 |
| 大田村         | 大田村         | 大田村                                 | 河合谷村                   | 河合谷村                    | 河合谷村                             | 昭和29年5月16日 河北郡津幡町に編入 | 河北郡津幡町                 | 河北郡津幡町               | 河北郡津幡町                  | 河北郡 津幡町 |
| 箕打村         | 箕打村         | 箕打村                                 | 南大海村                   | 南大海村                    | 南大海村                             | 昭和29年7月15日 河北郡高松町の一部 | 河北郡高松町の一部           | 河北郡高松町の一部         | 平成16年3月1日 かほく市の一部 | かほく市      |
| 元女村         | 元女村         | 元女村                                 | 南大海村                   | 南大海村                    | 南大海村                             | 昭和29年7月15日 河北郡高松町の一部 | 河北郡高松町の一部           | 河北郡高松町の一部         | 平成16年3月1日 かほく市の一部 | かほく市      |
| 黒川村         | 黒川村         | 黒川村                                 | 南大海村                   | 南大海村                    | 南大海村                             | 昭和29年7月15日 河北郡高松町の一部 | 河北郡高松町の一部           | 河北郡高松町の一部         | 平成16年3月1日 かほく市の一部 | かほく市      |
| 瀬戸町村       | 瀬戸町村       | 瀬戸町村                               | 南大海村                   | 南大海村                    | 南大海村                             | 昭和29年7月15日 河北郡高松町の一部 | 河北郡高松町の一部           | 河北郡高松町の一部         | 平成16年3月1日 かほく市の一部 | かほく市      |
| 八野村         | 八野村         | 八野村                                 | 南大海村                   | 南大海村                    | 南大海村                             | 昭和29年7月15日 河北郡高松町の一部 | 河北郡高松町の一部           | 河北郡高松町の一部         | 平成16年3月1日 かほく市の一部 | かほく市      |
| 野寺村         | 野寺村         | 野寺村                                 | 南大海村                   | 南大海村                    | 南大海村                             | 昭和29年7月15日 河北郡高松町の一部 | 河北郡高松町の一部           | 河北郡高松町の一部         | 平成16年3月1日 かほく市の一部 | かほく市      |
| 夏栗村         | 夏栗村         | 夏栗村                                 | 南大海村                   | 南大海村                    | 南大海村                             | 昭和29年7月15日 河北郡高松町の一部 | 河北郡高松町の一部           | 河北郡高松町の一部         | 平成16年3月1日 かほく市の一部 | かほく市      |
| 二ツ屋村       | 二ツ屋村       | 二ツ屋村                               | 南大海村                   | 南大海村                    | 南大海村                             | 昭和29年7月15日 河北郡高松町の一部 | 河北郡高松町の一部           | 河北郡高松町の一部         | 平成16年3月1日 かほく市の一部 | かほく市      |
| 中沼村         | 中沼村         | 中沼村                                 | 南大海村                   | 南大海村                    | 南大海村                             | 昭和29年7月15日 河北郡高松町の一部 | 河北郡高松町の一部           | 河北郡高松町の一部         | 平成16年3月1日 かほく市の一部 | かほく市      |

## 行政
| 代 | 氏名       | 就任                       | 退任                       | 前職             | 後職         |
| -- | ---------- | -------------------------- | -------------------------- | ---------------- | ------------ |
| 1  | 平寿盛     | 1878年（明治11年）12月17日 | 1880年（明治13年）6月12日  | 石川県第八大区長 | 依願免本官   |
| 2  | 野村彦四郎 | 1880年（明治13年）6月12日  | 1881年（明治14年）4月6日   | 石川県四等属     | 京都府一等属 |
| 3  | 宇野順美   | 1881年（明治14年）4月29日  | 1881年（明治14年）11月2日  | 石川県六等属     | 死去         |
| 4  | 大橋永孚   | 1881年（明治14年）11月14日 | 1887年（明治20年）9月11日  | 石川県四等属     | 死去         |
| 5  | 河瀬貫一郎 | 1887年（明治20年）9月28日  | 1890年（明治23年）6月16日  | 石川県会議員     | 依願免本官   |
| 6  | 小川清太   | 1890年（明治23年）7月23日  | 1890年（明治23年）12月27日 | 河北郡長         | 鹿島郡長     |
| 7  | 大野木克俊 | 1890年（明治23年）12月27日 | 1891年（明治24年）10月16日 | 鹿島郡長         | 鹿島郡長     |
| 8  | 安達正輝   | 1891年（明治24年）10月16日 | 1895年（明治28年）2月17日  | 石川県属         | 死去         |
| 9  | 大森孝次郎 | 1895年（明治28年）3月13日  | 1897年（明治30年）5月10日  | 石川県属         | 非職         |
| 10 | 松島喜五郎 | 1897年（明治30年）5月10日  | 1903年（明治36年）3月31日  | 石川県警部       | 江沼郡長     |
| 11 | 栗山富栄   | 1903年（明治36年）3月31日  | 1904年（明治37年）7月26日  | 石川県属         | 鳳至郡長     |
| 12 | 大津辰三郎 | 1904年（明治37年）7月26日  | 1906年（明治39年）3月24日  | 珠洲郡長         | 死去         |
| 13 | 土田伊蔵   | 1906年（明治39年）4月13日  | 1907年（明治40年）4月12日  | 石川県警視       | 江沼郡長     |
| 14 | 山口信定   | 1907年（明治40年）4月12日  | 1914年（大正3年）3月9日    | 能美郡書記       | 江沼郡長     |
| 15 | 吉田直矩   | 1914年（大正3年）3月9日    | 1914年（大正3年）8月21日   | 江沼郡長         | 依願免本官   |
| 16 | 松本源祐   | 1914年（大正3年）8月21日   | 1919年（大正8年）3月31日   | 河北郡書記       | 鳳至郡長     |
| 17 | 水原信一   | 1919年（大正8年）3月31日   | 1921年（大正10年）7月22日  | 河北郡書記       | 石川県理事官 |
| 18 | 山上岩雄   | 1921年（大正10年）9月1日   | 1923年（大正12年）12月27日 | 石川県警視       | 休職         |
| 19 | 林登亀雄   | 1923年（大正12年）12月27日 | 1924年（大正13年）9月2日   | 石川県属         | 依願免本官   |
| 20 | 京念洋     | 1924年（大正13年）9月2日   | 1926年（大正15年）7月1日   | 石川県属         | 廃官         |